# Ксантанова камедь
Камедь ксантана — вуглеводний полімер з високою молекулярною масою. Це лінійний поліцукрид. Молекулярну масу й властивості ксантану можна регулювати, змінюючи умови життєдіяльності мікроорганізмів.
Розчини ксантана за різних температур і кислотності, а також відповідному механічному обробітку, добре переносять заморожування й танення.
Ксантан розчинний у холодній і гарячій воді, розчинах цукру й молока, але не розчинний у більшості органічних розчинників (рис. 4.10).
Камедь ксантана — одна із найбільш стійких камедей до зміни показника рН. В'язкість розчинів в діапазоні рН 1—13 відносно постійна.
Камедь ксантана отримують шляхом ферментації чистої культури за допомогою мікроорганізму ксантомонас кампестріс (Xanthomonas campetris). Камедь ксантана має білий або кремовий колір, випускається порошкоподібною.